# Estadio El Cobre de El Salvador
Estadio El Cobre – wielofunkcyjny stadion w El Salvador w Chile. Służy przede wszystkich do rozgrywania meczów piłki nożnej.

## Sport
Na stadionie rozgrywa mecze klub CD Cobresal. Stadion został zbudowany w 1980 roku i mieści 20 752 widzów.